# Batedor
|  | Per a altres significats, vegeu «Batedor (desambiguació)». |

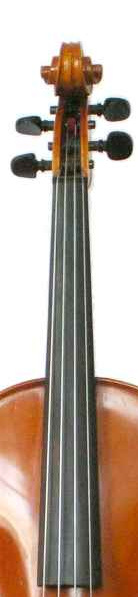
Batedor de violí, sense trasts

El batedor -anomenat, també, diapasó- és una peça de fusta que va encolada a la part superior del coll dels instruments de corda de la família dels llaüts, és a dir, que estan dotats d'una caixa de ressonància i un coll al final del qual hi ha un claviller on s'estaquen les cordes. En la majoria d'instruments el batedor es prolonga fins més enllà del final del coll i va per sobre la caixa de ressonància, ja estigui en contacte amb aquesta, en el cas de la guitarra i altres instruments de corda polsada, ja sigui volant sobre la caixa, com en la majoria dels de corda fregada.

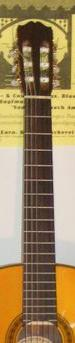
Batedor de guitarra, amb trasts

El nom prové del fet que és sobre aquesta peça que els dits baten per col·locar-se en un lloc o un altre per produir sons diferents.